# 八月真澄
八月 真澄（はづき ますみ、1948年8月8日 - ）は、日本の歌手でミュージカル女優、作詞・作曲家。
ウイリー沖山の直弟子。ヨーデル講師でありBelting歌唱法のインストラクターでもある。
現在はライブ活動は不定期に開催しリモートで全国の生徒にヨーデルを指導。

## 経歴
佐賀県武雄市出身。小学校時代に神戸に一家で移住。高校卒業と同時に伊藤忠商事大阪本社に英文タイピストとして勤務するも１９才で退社し舞台俳優を目指し単身上京。演劇の勉強をしながらステージで歌う。
NHKのヤング101の第二期生に合格して、青木マスミとしてNHK総合テレビジョンの音楽番組『ステージ101』に1971年7月7日に初出演。ヤング101には1974年3月31日の番組最終回まで在籍した。
ヤング101に在籍中の1973年12月に青木ますみ名義でシングル「16才の悲しみ」を発表。この曲は当時制作中だった映画「十六歳の戦争」（1976年）の挿入歌である。
新田次郎が八月をモデルにした小説を連載執筆（「恋の鳥」／小説新潮／1977年11月号）。
八月がはじめてミュージカルに出演したのは、1978年、東宝ミュージカル「アニー」初演におけるグレア夫人の役。
- 1978年：東宝ミュージカル「アニー」初演
- 1987年：帝劇ミュージカル「レ・ミゼラブル」初演。
- 1987年：劇団四季35周年オーディションにて劇団四季入団
- 1988年：劇団四季の「オペラ座の怪人」初演コントラルト役で四季デビュー
- 1988年：劇団四季「35ステップス　オータム」初演
- 1989年：ニッポン放送 B21スペシャル共演「腹よじれAGOHAZUSHI連盟」「ヨーデルでコミュニケーション」がテーマのコーナーで出演
- 1995年：劇団四季「美女と野獣」初演　マダム・ブーシュ役
- 1996年：劇団四季「イリア・ダーリン日曜はダメよ」デスポ役
- 2004年：劇団四季「Song & Dance3」
- 2005年：劇団四季　退団

「イリア・ダーリン日曜はダメよ」ではコミカルな演技と四季らしくないダイナミックな歌唱力が「かつてないデスポ役」と高く評価され、月刊「ミュージカル」の全国ミュージカル女優ベスト10にノミネートされた。
- 2005年11月：CD『This Is Masumi Show!』（Doyo-Net、R-0530844）を発表[3]
- 2006年夏：読売・日本テレビ文化センターの講座本部の依頼により恵比寿にて日本初のヨーデル講座を開講。（2020年閉講）
  - ヨーデルの個人レッスンなども積極的に実施
  - 毎年ヨーデル受講生発表会ライブを開催しウイリー沖山の直弟子としてヨーデル普及のための力を注いでいる
- 2007年：日本ではじめての指導CD付ヨーデル教材「こうすればヨ～デル」を出版
- 2008年：6月21日　NHKラジオ第一放送「どよう楽市」
- 2008年10月：バンダイナムコの「鉄拳6」のBGMにヨーデルのサウンドトラック【Yodelling Meadow Hill】 を録音
- 2009年 - 2010年：ニューヨークへVocal Lessonに留学
- 2010年6月9日：ニューヨークアポロシアターAmateur Nightに出演
- 2011年9月：東日本大震災の救済支援活動としてチャリティコンサートに出演
- 2014年9月7日：自主音楽劇「ヘブンな気分～天国よりこんにちは！」
  - 二子玉川KIWAにて　脚本・出演

### タレント指導
- 2018年2月～：生田絵梨花にヨーデル指導
- 2021年3月～：河野純喜にヨーデル指導

### 著作
- 2007年：「こうすればヨ～デル」を出版
  - 日本で初めてのヨーデル教本で解説CD付

### シナリオ
- 2024年沖縄NICE映画祭第一回シナリオコンペ「優秀賞」獲得
  - 作品名「波と星に捧げるヨーデル」